# Lee Mi-suk
Lee Mi-suk, född 2 april 1960 i Seoul, är en sydkoreansk skådespelare.

## Filmografi (urval)
- 1980 - Momoneun cheolbuji
- 1984 - Golae sanyang
- 1987 - Du yeojaui jib
- 2003 - Hemliga begär